# Ernesto Damiani

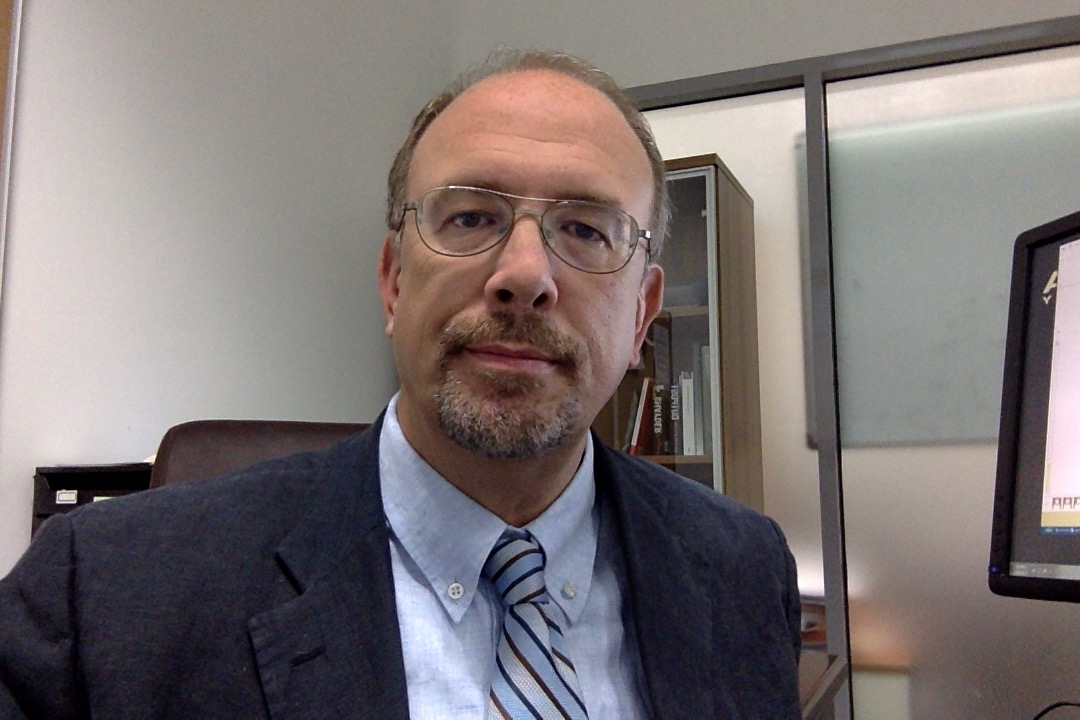
Ernesto Damiani

Ernesto Damiani (18 settembre 1960) è un informatico italiano.

## Biografia
Ernesto Damiani ha conseguito la laurea in Ingegneria Elettronica presso il Dipartimento di Informatica e Sistemistica dell'Università di Pavia e il dottorato di ricerca in Informatica presso il Dipartimento di Scienze dell'Informazione dell'Università degli Studi di Milano. 
Dopo il dottorato, nel 1994 è stato professore a contratto presso l'Università di Verona. Dal 1995 è professore (dal 2000 professore ordinario) presso l'Università degli Studi di Milano, dipartimento di Informatica "Giovanni degli Antoni". È stato tra i primi docenti della Facoltà di Informatica presso la Free University of Bozen/Bolzano. Ha ricoperto posizioni presso molte Università internazionali, come George Mason University, e l'Università della Borgogna. Dal 2014 è Direttore di Ricerca presso il Centro EBTIC di Abu Dhabi (UAE). 
Negli anni Novanta, Ernesto Damiani ha contribuito alla diffusione di Internet in Italia, prima come autore di svariati libri sull'argomento e dal 1994 come direttore tecnico della rivista Internet News.
Ernesto Damiani ha pubblicato più di 600 articoli e vari libri in Inglese e Italiano su temi che vanno dalla sicurezza informatica ai big data. 
Nel 2016, ha ricevuto il dottorato honoris causa dall' Institut National des Sciences Appliquees di Lione per i suoi contributi alla ricerca e didattica sui big data. Coordina vari contratti di ricerca tra l'Università degli Studi di Milano ed altre istituzioni di ricerca e aziende private internazionali.
Il 6 dicembre 2022 il Presidente della Repubblica Italiana, Sergio Mattarella, gli ha conferito l'onorificenza di Ufficiale dell'Ordine della Stella d'Italia (Gazzetta Ufficiale, Serie Generale n.297 del 21-12-2022).